# Allinges
Allinges es una comuna y población de Francia, en la región de Auvernia-Ródano-Alpes, departamento de Alta Saboya, en el distrito de Thonon-les-Bains y cantón de Thonon-les-Bains-Ouest.
Su población en el censo de 1999 era de 3.021 habitantes. Forma parte de la aglomeración urbana de Thonon-les-Bains.
Está integrada en la Communauté de communes des Collines du Léman, de la cual es la mayor población.

## Demografía
| 903 | 1115 | 1576 | 2098 | 2627 | 3021 |
| Para los censos de 1962 a 1999 la población legal corresponde a la población sin duplicidades (Fuente: INSEE [Consultar]) |      |      |      |      |      |